# 莫利山
莫利山（英語：Mount Morley）是南極洲的山峰，位於亞歷山大一世島西北部，屬於拉蘇斯山脈的一部分，海拔高度約1,550米，根據美國探險隊拍攝的空中照片繪入地圖，以英國作曲家命名，現時由南極條約體系管理。